# Sandak

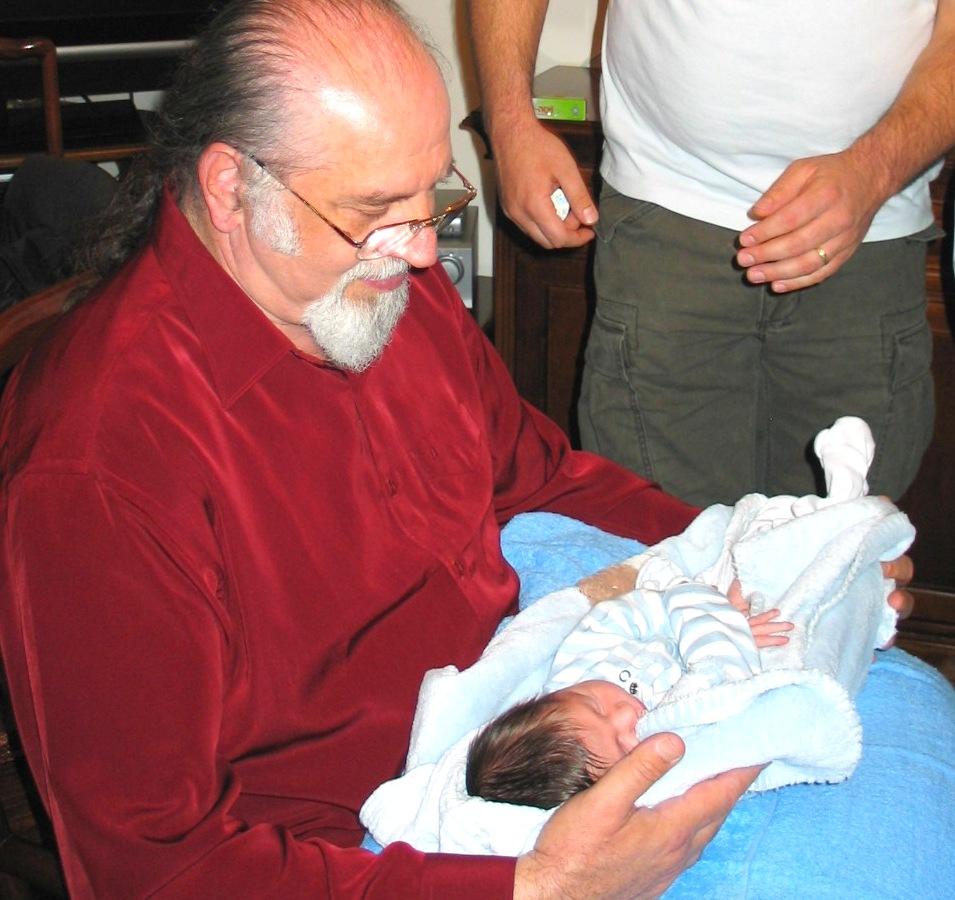
Der Sandak hält den Jungen bei der Beschneidung

Ein Sandak oder Sandaq, auch Sandek (hebräisch סנדק Pate; Begleiter eines Kindes) ist die Person, welche bei der jüdischen Beschneidungszeremonie (Brit Mila) den Jungen auf ihren Knien oder Schenkeln hält und ihn auf einem Kissen dem Mohel zur Beschneidung entgegenhält. Während der Brit wird manchmal ein Stuhl neben dem Sitz des Sandeks aufgestellt. Der Stuhl ist für den Propheten Elia reserviert und bleibt während der Zeremonie unbesetzt; dieser Brauch leitet sich aus der Tradition ab, dass Elia Kinder vor Gefahren schützt. Bei zeremoniellen Beschneidungen in der Synagoge wird gelegentlich ein Beschneidungsstuhl verwendet. Solche Stühle oder Bänke haben meistens zwei Sitze. Der Sandak sitzt mit dem Baby links, während die rechte Seite leer bleibt. Der leere Sitz ist dem Propheten Elia reserviert.
Es handelt sich um ein Ehrenamt, das im orthodoxen Judentum Männern vorbehalten ist. Im liberalen Judentum können auch Frauen oder Nichtjuden als Sandak amtieren. Der Sandak gilt nach einigen Quellen als Vertreter des Propheten Elia.
Das Wort stammt nach dem Sefer Aruch, einem Wörterbuch von Nathan ben Jechiel aus dem 11. Jahrhundert, vom altgriechischen σύνδικος ‚Verwalter einer Angelegenheit‘ ab, von dem auch das deutsche Wort Syndikus abgeleitet ist. Nach einer anderen Erklärung wird das Wort auf das griechische σύντεκνος Synteknos „Gefährte des Kindes“ zurückgeführt.